# Тресков, Хеннинг фон
Хеннинг Герман Роберт Карл фон Тресков (нем. Henning Hermann Robert Karl von Tresckow; 10 января 1901, имение Вартенберг под Магдебургом — 21 июля 1944, Острув, близ Белостока, Польша) — генерал-майор немецкой армии (1944), один из активных участников заговора против Гитлера.

## Семья и участие в Первой мировой войне
Родился в дворянской прусской семье офицера. Получил образование дома, затем в реальной гимназии при интернате монастыря Локкум. В июне 1917 года в возрасте 16 лет поступил добровольцем в 1-й Потсдамский гвардейский пехотный полк. Весной 1918 года после обучения в Реймсе и Деберице переведен на Западный фронт и назначен командиром взвода пулеметной роты. 5 июня 1918 года произведён в лейтенанты, в июле награждён Железным крестом. После перемирия вернулся в Потсдамский гарнизон. 11 декабря 1918 года полк был расформирован.
В 1919 году принят на службу в рейхсвер и зачислен лейтенантом в элитный 9-й Потсдамский пехотный полк. В январе 1919 года в составе полка принимал участие в подавлении вооруженного выступления «союза Спартака». В 1920 году вышел из рейхсвера и занялся изучением права и экономики. Поступив на работу в банк, посещал Британию, Францию, Бразилию и США. В 1924 году оставил работу в банке, чтобы заняться семейными делами. В 1926 году женился на Эрике фон Фалькенхайн, единственной дочери Эриха фон Фалькенхайна, видного военного деятеля кайзеровской армии. В том же году вернулся на военную службу, получив рекомендацию Гинденбурга.

## Военная карьера
В 1936 году по окончании военной академии направлен в Оперативное управление Генерального штаба. Там пришёл к выводу об опасности, к которой могла привести для Германии перспектива войны на два фронта, и стал противником агрессивной внешней политики национал-социалистов. После кризиса начала 1938 года (когда в отставку были отправлены противники агрессии) установил контакты с тайными оппозиционными группами, намеревавшимися отстранить Гитлера от власти.
Существует мнение, что фон Тресков не был типичным прусским офицером: он тяготился военной службой и избегал носить форму без самой крайней необходимости, увлекался поэзией (в частности, Рильке), владел несколькими иностранными языками. В 1943 году в своей речи по случаю конфирмации сыновей Марка и Рюдигера он сказал:

Истинный прусский дух означает синтез между обязательством и свободой, между самоочевидным подчинением и правильно понятым господством, между гордостью за свое и пониманием чужого, между суровостью и состраданием. Без этой связи существует опасность погрязнуть в бездушной солдатчине и мелочном своенравии.

## Участие во Второй мировой войне
Во время польской кампании 1939 года был 1-м офицером Генерального штаба (начальником оперативного отдела) в штабе 118-й пехотной дивизии, награждён за боевые отличия Железным крестом 1-го класса. В середине октября 1939 года получил назначение в штаб группы армий «А» (командующий — Герд фон Рундштедт), занимавшийся разработкой операций во Франции. С 1941 года служил 1-м офицером Генерального штаба в штабе группы армий «Центр» (командующий — Фёдор фон Бок, затем Ханс Гюнтер фон Клюге) на Восточном фронте. Резко негативно относился к репрессиям в отношении евреев и политработников Красной армии, пытался опротестовать эти приказы. Говорил своему сослуживцу полковнику барону Рудольф-Кристофу фон Герсдорфу, что если приказы о расстрелах комиссаров и «подозрительных» гражданских лиц не будут отменены, то:

Германия окончательно потеряет свою честь, а это будет давать себя знать на протяжении сотен лет. Вину за это возложат не на одного Гитлера, а на вас и на меня, на вашу жену и на мою, на ваших детей и на моих.
В октябре 1943 года стал командиром полка, но уже через месяц назначен начальником штаба 2-й армии. Был награждён Немецким крестом.

## Покушения на Гитлера
Начиная с 1942 года готовил убийство Гитлера, установив контакт с оппозиционно настроенными офицерами в Берлине. Был одним из главных организаторов покушения на Гитлера в Смоленске 13 марта 1943 года, когда в самолёт фюрера была заложена замаскированная под посылку взрывчатка, но, видимо, из-за слишком низкой температуры в багажном отделении взрыватель не сработал.
Неудачно пытался организовать свой перевод в ставку Гитлера, надеясь, что там организовать покушение будет проще. В конце 1943 года фон Тресков попросил фельдмаршала Эриха фон Манштейна, который высоко ценил его как способного штабного работника, о переводе в штаб группы армий «Юг». Однако Манштейн, зная о ярко выраженных антинацистских взглядах фон Трескова, отказался удовлетворить его просьбу.
Система связей фон Трескова в рамках заговора была весьма обширной — он общался как с Карлом Фридрихом Гёрделером, так и с графом Клаусом Шенком фон Штауффенбергом, с которым встречался во время службы на Восточном фронте. По воспоминаниям участника сопротивления Генриха фон Лендорф-Штайнорта, на вопрос об устранении Гитлера, Тресков ответил:

Покушение должно произойти любой ценой. Даже если оно не удастся, нужно начать выступление в Берлине. Дело не только в практической цели, но и в том, чтобы немецкое сопротивление предприняло решительные действия на глазах всего мира и перед лицом истории. Все остальное не имеет значения. 
Оригинальный текст (нем.)Das Attentat muss erfolgen, coûte que coûte. Sollte es nicht gelingen, so muss trotzdem in Berlin gehandelt werden. Denn es kommt nicht nur auf den praktischen Zweck an, sondern darauf, dass die deutsche Widerstandsbewegung vor der Welt und vor der Geschichte den entscheidenden Wurf gewagt hat. Alles andere ist daneben gleichgültig.

## Гибель
Узнав о неудаче покушения на Гитлера 20 июля 1944 года и понимая неизбежность ареста, фон Тресков сказал своему адъютанту Фабиану фон Шлабрендорфу, также участвовавшему в заговоре: «Они скоро узнают про меня и постараются вырвать из меня имена наших товарищей. Чтобы предупредить их, я должен пожертвовать жизнью». Шлабрендорф не смог убедить его отказаться от самоубийства, которое генерал пытался замаскировать, имитируя гибель в бою, чтобы спасти от преследований членов своей семьи. Шлабрендорф позднее передал слова фон Трескова, сказанные им незадолго до смерти:

Сейчас на нас обрушится весь мир и начнёт осуждать. Но я, как и прежде, твёрдо убеждён, что мы действовали правильно. Я считаю Гитлера заклятым врагом не только Германии, но и всего мира. Когда через несколько часов я предстану перед судом Всевышнего, чтобы отчитаться в своих действиях и упущениях, то, полагаю, смогу с чистой совестью поведать о том, что сделал в борьбе против Гитлера. Господь однажды пообещал Аврааму, что не погубит Содом, если в городе найдутся хотя бы 10 праведников, и я надеюсь, что Он ради нас не уничтожит Германию. Никто из нас не имеет права сетовать, что пришлось умереть. Тот, кто вступил в наш круг, надел отравленный хитон кентавра Несса. Нравственная ценность человека начинается только с готовности отдать жизнь за свои убеждения.
21 июля 1944 года фон Тресков отправился к линии фронта, вышел на нейтральную полосу, выстрелами из пистолета имитировал бой, а затем взорвал себя ручной гранатой со второй попытки.
Останки фон Трескова были первоначально похоронены на родине, но когда его роль в заговоре выяснилась, их эксгумировали и сожгли в крематории концлагеря Заксенхаузен. Родственники генерала подверглись репрессиям. Младший сын погиб на фронте в 1945 году, старший сын стал известным банкиром, дочь вышла замуж за историка Карла Аретина, который входил в круг знакомых участников заговора, хотя и был сам слишком молод, чтобы принять в нём участие.

## Память о фон Трескове
В современной Германии фон Тресков считается героем антинацистского сопротивления, в его честь названа казарма бундесвера.

## Фон Тресков в популярной культуре
- В немецком фильме «Штауффенберг» 2004 года роль фон Трескова сыграл актёр Ульрих Тукур.
- В американском фильме «Операция „Валькирия“» роль фон Трескова сыграл актёр Кеннет Брана.
- В графическом романе «Блок 109» фон Тресков представлен как адъютант Гейдриха и тайный информатор его противника хохмейстера Пауля Цутека.

## Награды
- Железный крест (1914) 2-го и 1-го класса (Королевство Пруссия)
- Почётный крест Первой мировой войны 1914/1918 с мечами (1934)
- Медаль «За выслугу лет в Вермахте» 4-го и 3-го класса
- Пряжка к Железному кресту (1939) 2-го и 1-го класса
- Немецкий крест в золоте (2 января 1943)